# آی‌ورک
آی‌ورک (به انگلیسی: iWork) یک نرم‌افزار اداری ساخته‌شده توسط شرکت اپل برای سیستم‌عاملهای اواس ده و آی‌اواس است. آی‌ورک در ابتدا دارای ۲ نرم‌افزار بود. کی‌نوت (به انگلیسی: Keynote) که یک نرم‌افزار برای ارائه و پرزنت می‌باشد و پیجز (به انگلیسی: Pages) که ترکیبی از واژه‌پرداز و صفحه‌آرایی است. در آی‌ورک ۰۸، اپل نرم‌افزار صفحه گسترده به نام نامبرز (به انگلیسی: Numbers) را به همراه آی‌ورک ارائه کرد. در آی‌ورک ۰۹ نیز آی‌ورک دات‌کام (به انگلیسی: iWork.com) معرفی شد که سرویس بتا برای آپلود و به اشتراک گذاشتن اسناد است.

## تاریخچه
اولین نسخه آی‌ورک یعنی نسخه ۰۵ توسط اپل در ۱۱ ژانویه ۲۰۰۵ در مک‌ورلد کنفرانس اند اکسپو معرفی شد و از ۲۲ ژانویه در ایالات متحده و از ۲۹ ژانویه در سراسر جهان در دسترس قرار گرفت. آی‌ورک ۰۵ از دو نرم‌افزار تشکیل شده‌بود، کی‌نوت ۲ و پیج. قیمت آی‌ورک ۰۵، ۷۹ دلار آمریکا بود. نسخه ۳۰ روزه رایگان هم از وب‌سایت اپل در دسترس بود.
آی‌ورک ۰۶ در ژانویه ۲۰۰۶، آی‌ورک ۰۸ در آگوست ۲۰۰۷ و آی‌ورک ۰۹ در ژانویه ۲۰۰۹ معرفی شدند. آی‌ورک برای آی‌پد نیز در ۲۷ ژانویه ۲۰۱۰ معرفی شد.